# 佐橋甚五郎
『佐橋甚五郎』（さはしじんごろう）は、1913年に書かれた森鷗外の短編小説。『興津弥五右衛門の遺書』、『阿部一族』と合わせて歴史小説集『意地』として出版された。徳川家康と、城下から突如姿を消した元家臣、佐橋甚五郎との因縁を描いたもの。

## 概要
慶長14年に朝鮮から来た使者の一人を、家康はかつて逐電した佐橋甚五郎が朝鮮人に成りすましたものと疑った。これを序にして、甚五郎の数奇な半生が描かれる。巻末で、鴎外は『続武家閑話』（戦国時代における大名や藩主などに関する記録を綴った古書）を基にして書いた、と書き添えている。研究者の調査によると、『通航一覧』、『徳川実紀』、『韓使来聘記』を参考にしたとされる。
全12段から成り、以下の構成で家康と甚五郎の因縁の関係が語られる。
1. 朝鮮の使者の中に家康が甚五郎を密かに認める。
2. 武芸に優れた少年時代の甚五郎の話。小姓仲間と賭けをして勝利したが、相手が約束の品を渡さなかったことから切り殺してしまい、逐電する。
3. 甚五郎の親戚が家康に事の次第を話し、助命を求めたところ、甘利四郎三郎を討ったら助命すると約束。
4. 甚五郎は甘利の小姓となり、隙を見て殺害。約束どおり家康は甚五郎の帰参を許可する。
5. 甚五郎は家康の家臣として務めるが、家康から警戒されていることを知り、再び逐電する（序章で述べられた朝鮮からの使者は、これより二十数年後の話である)。

## 実在したかどうか
佐橋甚五郎の名は古書にいくつか登場しており、実在したことは事実のようだが、同名異人が複数いたようである。鴎外自身は、巻末に「佐橋家の家譜等では、甚五郎は夙く永禄六年一向宗徒に与して討死している」と書いている。